# Mulyosari (Pager Wojo)
Mulyosari is een bestuurslaag in het regentschap Tulungagung van de provincie Oost-Java, Indonesië. Mulyosari telt 4679 inwoners (volkstelling 2010).